# KBL 올스타전 2010-11
2010-2011 현대모비스 프로농구 올스타전은 2011년 1월 29일 ~ 1월 30일까지 이틀간 서울 잠실체육관에서 진행되었다.

## 올스타 팬투표
프로농구 올스타전의 각 팀 베스트 5를 선정하기 위한 올스타전 팬투표는 지난 2010년 12월 5일부터 2011년 1월 6일까지 포털사이트 네이트를 통해 진행되었다. 올스타 팬투표는 총 6만 385명이 투표에 참여하였다.

### 드림팀 투표 결과
| 소속팀   | 선수   | 득표수 |
| -------- | ------ | ------ |
| 모비스   | 양동근 | 40,788 |
| LG       | 김현중 | 16,307 |
| KT       | 표명일 | 14,443 |
| KT       | 조동현 | 11,440 |
| 오리온스 | 박유민 | 7,575  |
| 동부     | 박지현 | 7,265  |
| LG       | 변현수 | 5,918  |
| 오리온스 | 박재현 | 5,866  |
| 모비스   | 노경석 | 5,662  |
| 동부     | 황진원 | 5,506  |

| 소속팀   | 선수            | 득표수 |
| -------- | --------------- | ------ |
| 동부     | 김주성          | 32,990 |
| LG       | 문태영          | 25,514 |
| 오리온스 | 이동준          | 20,471 |
| KT       | 조성민          | 9,414  |
| 동부     | 윤호영          | 7,385  |
| KT       | 제스퍼 존슨     | 4,745  |
| KT       | 박상오          | 4,619  |
| LG       | 강대협          | 3,631  |
| 모비스   | 송창용          | 3,620  |
| 모비스   | 박종천          | 3,300  |
| 모비스   | 로렌스 엑페리건 | 2,556  |
| 오리온스 | 글렌 맥거원     | 2,537  |

| 소속팀   | 선수            | 득표수 |
| -------- | --------------- | ------ |
| 동부     | 로드 벤슨       | 26,883 |
| LG       | 크리스 알렉산더 | 19,905 |
| 오리온스 | 오티스 조지     | 13,597 |

### 매직팀 투표 결과
| 소속팀   | 선수   | 득표수 |
| -------- | ------ | ------ |
| KCC      | 전태풍 | 31,901 |
| SK       | 김효범 | 21,799 |
| SK       | 주희정 | 16,882 |
| KCC      | 강병현 | 12,519 |
| 인삼공사 | 박찬희 | 8,303  |
| 삼성     | 강혁   | 7,939  |
| 전자랜드 | 신기성 | 7,637  |
| 삼성     | 이정석 | 3,961  |
| 전자랜드 | 정영삼 | 3,766  |
| SK       | 변기훈 | 3,089  |
| 인삼공사 | 박상률 | 2,974  |

| 소속팀   | 선수   | 득표수 |
| -------- | ------ | ------ |
| 삼성     | 이승준 | 39,116 |
| 전자랜드 | 문태종 | 32,513 |
| SK       | 김민수 | 11,429 |
| KCC      | 추승균 | 10,316 |
| 인삼공사 | 이정현 | 9,573  |
| 삼성     | 이규섭 | 6,706  |
| 인삼공사 | 김성철 | 6,400  |
| 삼성     | 김동욱 | 4,729  |

| 소속팀   | 선수            | 득표수 |
| -------- | --------------- | ------ |
| KCC      | 하승진          | 17,967 |
| SK       | 테렌스 레더     | 13,820 |
| 전자랜드 | 서장훈          | 13,682 |
| 전자랜드 | 허버트 힐       | 6,563  |
| KCC      | 크리스 다니엘스 | 4,232  |
| 인삼공사 | 데이비드 사이먼 | 4,121  |

- 굵은 글씨는 각 부분별 상위 득표자로 베스트 5로 선정되었다(가드, 포워드는 상위 1,2위 센터부분은 센터 부분 최다 득표자)
- 올스타전 최다 득표자 : 양동근 (모비스) 40,788표

## 루키챌린지
루키 챌린지는 1년차 팀과 2년차 팀으로 나눠서 대결을 펼친다. 루키 챌린지는 09-10프로농구 올스타전에 이어 두 번째로 시행된다.

### 출장자 명단
| Rookie(1년차 팀) - 감독 : 이상범(인삼공사) - 코치 : 이지승(SK), 김재훈(모비스) - 출전 선수 - 가드 : 박찬희(인삼공사), 박유민(오리온스), 변기훈(SK), 박형철(LG), 박재현(오리온스), 안재욱(동부) - 포워드 : 문태종(전자랜드), 이정현(인삼공사), 송창용(모비스), 이민재(SK) - 센터 : 하재필(KCC), 류종현(모비스) | Sophomore (2년차 팀) - 감독 : 김남기(오리온스) - 코치 : 오성식(LG), 이환우(전자랜드) - 출전 선수 - 가드 : 전태풍(KCC), 박성진(전자랜드), 김종근(모비스), 변현수(LG), 김강선(오리온스), 김보현(인삼공사) - 포워드 : 이승준(삼성), 문태영(LG), 허일영(오리온스), 박성훈(인삼공사) - 센터 : 김명훈(인삼공사), 이상일(KT) |

### 경기 결과
| 2011년 1월 30일 오후 2시 |

|  |

| Rookie vs. Sophomore |

2년차팀 2년연속 루키챌린지 승리
- 루키챌린지 MVP : 이승준(2년차, 서울삼성) - 31득점 15리바운드 4어시스트

1년차 올스타는 송창용-문태종-이정현-박찬희-하재필이 베스트5로 나섰고 2년차 올스타는 박성진-허일영-이승준-김명훈-박성훈이 선발 출장했다.
1쿼터는 1년차 올스타가 38-31로 앞선채 끝났다. 문태종의 3점포로 포문을 연 1년차 올스타는 하재필이 덩크슛을 선보이는 등 10득점으로 가장 많은 득점을 올렸고 문태종은 8득점, 송창용은 7득점, 이정현은 3점슛 2방으로 6득점했다. 2년차 올스타는 이승준이 8득점, 박성훈이 3점슛 1개를 포함해 7득점을 올렸고 김종근은 야투 3개를 모두 성공시키며 6득점을 올렸다.
2쿼터에서는 2년차 올스타의 추격이 이어졌다. 이승준이 호쾌한 덩크슛 한방을 비롯해 11득점을 올리며 공격을 이끌었고 허일영이 7득점을 올렸다. 1년차 올스타는 2년차 올스타에게 추격을 허용했지만 62-61로 리드를 유지했다. 3쿼터에서도 1년차 올스타는 5득점을 올린 박형철 등 7명의 선수들이 고루 득점하며 83-77로 앞섰다.
마지막 4쿼터에서 이승준의 덩크슛으로 89-88 역전에 성공한 2년차 올스타는 1분여를 남기고 103-94로 1년차 올스타의 추격을 차단했다. 이승준이 6득점을 올리며 2년차 올스타를 이끌었다.

## 2011 KBL 올스타전

### 팀구성및 출장자 명단
올스타전 출장자는 팬투표로 선출되는 베스트 5와 감독및 선수 추천 그리고 와일드 카드선수로 구성된다.
| 드림팀 : 원주 동부 프로미, 울산 모비스 피버스, 창원 LG 세이커스, 대구 오리온스, 부산 KT 소닉붐 - 감독 : 강동희 (동부) - 코치 : 김승기 (KT), 김대의 (LG) - 베스트 5 - 가드 : 양동근(모비스), 김현중(LG) - 포워드 : 김주성(동부), 문태영(LG) - 센터 : 로드 벤슨(동부) - 감독 및 선수 추천 - 가드 : 박지현(동부), 표명일 (KT), 노경석(모비스) - 포워드 : 조성민(KT), 이동준(오리온스) - 센터 : 찰스 로드(KT), 크리스 알렉산더(LG) - 와일드 카드 : 박상오(KT, 포워드) | 매직팀 : 서울 삼성 썬더스, 서울 SK 나이츠, 인천 전자랜드 엘리펀츠, 전주 KCC 이지스, 안양 한국인삼공사 - 감독 : 유도훈(전자랜드) - 코치 : 서동철(삼성), 김광(KCC) - 베스트 5 - 가드 : 전태풍(KCC), 김효범 (SK) - 포워드 : 이승준(삼성), 문태종(전자랜드) - 센터 : 하승진(KCC) - 감독 및 선수 추천 - 가드 : 주희정(SK), 이정석 (삼성), 박찬희(인삼공사) - 포워드 : 이정현(인삼공사), 추승균(KCC) - 센터 : 테렌스 레더(SK), 데이비드 사이먼(인삼공사) - 와일드 카드 : 에론 헤인즈(삼성, 포워드) |

### 경기 결과
| 2011년 1월 30일 오후 2시 |

|  |

| 드림팀 vs. 매직팀 |

매직팀 2년연속 올스타전 승리
- 올스타전 MVP - 김효범 (매직팀, 서울 SK) - 15점 4어시스트, 기자단 투표에서 66표중 30표 획득

( 올스타전 MVP 선정에서 문제점 제기가 많았다.
당초 양팀 선수단 및 코칭스탭과 KBS해설진들은 문태종이 뽑힐 것으로 예상했고, 기록 또한 당연했고 문태종 또한 알고 있는 듯 하였다.
하지만, MVP는 김효범이 받게 되었는데, 내막은 이랬다.
KBL에서 올스타 MVP의 빠른 발표를 위해서 3쿼터 끝나기 직전에 투표를 마감하고 경기가 끝난 직후 발표를 하는 방법을 사용했다.
3쿼터 초중반까지 김효범의 기록 및 활약이 제일 좋았다. 하지만, 문태종은 4쿼터의 사나이로 유명했고, 올스타전에서의 활약 역시 그랬다.
많은 수의 기자단들은  본인의 투표 내용을 김효범에서 문태종으로 변경하겠다는 의견을 전했으나, 절차가 복잡해진다는 이유로 거절했고, 그에 따라 3쿼터까지의 올스타전 MVP인 김효범이 뽑이게 되었다. )

매직팀은 30일 잠실실내체육관에서 열린 2010-2011 현대모비스 프로농구 올스타전에서 MVP를 수상한 김효범(15점 4어시시트)를 비롯해 문태종(23점 6리바운드), 애론 헤인즈(17점 7리바운드 4어시스트), 테렌스 레더(16점) 등의 활약을 앞세워 108-102로 승리했다.
드림팀은 로드 베슨(23점 11리바운드), 이동준(22점 8리바운드), 찰스 로드(20점 10리바운드), 박상오(14점), 조성민(!3점 7리바운드) 등이 좋은 활약을 펼쳤지만 경기 막판 추격의 찬스를 놓치며 아쉽게 패하고 말았다.
먼저 앞서나간 것은 드림팀이었다. 이승준, 이동준 형제가 경기 초반 화려한 공중 플레이를 보여주는 가운데 드림팀이 벤슨의 연이은 골밑 득점을 앞세워 점수 차를 벌렸다. 양동근의 골밑득점까지 나온 드림팀은 1쿼터 중반 28-18로 앞서나갔다.
그러나 1쿼터 후반부터 매직팀이 김효범을 앞세워 추격에 나섰다. 김효범은 멋진 더블클러치를 연이어 성공시켰고, 자유투를 왼손과 양손으로 던지는 익살스러운 모습도 연출하며 추격에 앞장섰다. 교체로 출전한 헤인즈는 1쿼터 종료 버저와 함께 3점슛을 성공시켰지만 아쉽게도 노카운트로 판정됐다. 양 팀은 30-30 동점을 이루며 1쿼터를 마쳤다.
2쿼터 들어 매직팀이 앞서나가기 시작했다. 교체 투입된 사이먼이 화려한 앨리웁 덩크를 터트리는 등 골밑을 완전히 장악했다. 쿼터 후반 박찬희의 돌파 득점과 문태종,이정현의 3점슛이 연이어 터진 매직팀은 59-52로 근소하게 앞선 채 전반을 마쳤다.
3쿼터에도 양팀은 치열한 승부를 펼쳤다. 레더와 헤인즈는 과거 팀 동료다운 찰떡 호흡을 과시하며 매직팀의 공격을 이끌었다. 드림팀에서는 이동준이 올시즌 강력한 기량발전상 후보다운 물오른 기량을 선보였고, 벤슨도 꾸준히 골밑 득점을 올리며 드림팀의 공격을 이끌었다.
85-81로 매직팀이 근소하게 앞선 채 시작한 4쿼터에도 경기는 팽팽히 전개됐다. 알 수 없던 경기가 기울기 시적한 것은 경기종료 3분 전. 매직팀의 문태종이 99-98로 뒤집는 중거리슛을 성공시킨데 이어 102-98로 도망가는 귀중한 3점포를 성공시켰다. 이어서 문태종의 중거리슛과 사이먼의 골밑득점이 연이어 성공한 매직팀은 경기 종료 1분여를 남기고 106-98로 앞서며 승기를 잡았다.

## 올스타전 이벤트

### 3점슛 콘테스트
- 3점슛 콘테스트는 5개의 포지션에서 각 5번씩 총 25회를 시도 하며 5개 공중 컬러볼을 성공하면 2점 나머지는 1점을 얻게 된다(30점 만점, 제한시간 1분).
- 다득점을 따져 상위 4명이 토너먼트를 벌여 우승자를 가린다.

#### 예선 1라운드
| 선수 | 기승호(LG)       | 김효범(SK)   | 노경석(모비스) | 문태종(전자랜드) | 이정현(인삼공사) |
| ---- | ---------------- | ------------ | -------------- | ---------------- | ---------------- |
| 점수 | 9                | 10           | 13             | 12               | 6                |
| 선수 | 박재현(오리온스) | 김동욱(삼성) | 강병현(KCC)    | 박지현(동부)     |                  |
| 점수 | 9                | 14           | 14             | 13               |                  |

#### 예선 2라운드 (순위결정전)
- 2라운드는 양 사이드와 정면, 세 곳에서만 15개의 공을 던져 승부를 가린다(제한시간 40초)

| 선수 | 김동욱(삼성)   | 강병현(KCC)  |
| ---- | -------------- | ------------ |
| 점수 | 10(1위)        | 6 (2위)      |
| 선수 | 노경석(모비스) | 박지현(동부) |
| 점수 | 9(4위)         | 10 (3위)     |

#### 4강전
|  | 준결승전 | 준결승전       | 준결승전 |              |    | 결승전       | 결승전 | 결승전 |  |
|  |          |                |          |              |    |              |        |        |  |
|  | 1위      | 김동욱(삼성)   | 13       |              |    |              |        |        |  |
|  | 1위      | 김동욱(삼성)   | 13       |              |    |              |        |        |  |
|  | 4위      | 노경석(모비스) | 11       |              |    |              |        |        |  |
|  | 4위      | 노경석(모비스) | 11       |              | W1 | 김동욱(삼성) | 12     |        |  |
|  |          |                |          |              | W1 | 김동욱(삼성) | 12     |        |  |
|  |          |                | W2       | 박지현(동부) | 16 |              |        |        |  |
|  | 2위      | 강병현(KCC)    | W2       | 박지현(동부) | 16 | 10           |        |        |  |
|  | 2위      | 강병현(KCC)    |          |              |    |              |        |        |  |
|  | 3위      | 박지현(동부)   | 14       |              |    |              |        |        |  |

### 슈팅스타
슈팅스타는 현역, 은퇴, 여성 선수가 한팀을 이뤄 출전하는 경기로 6개의 슈팅구역에서 차례대로 성공시켜야 하며 순위는 시간이 빠른 순대로 결정하여
상위 두팀이 결선을 치른다. (제한 시간 2분)
| 팀       | 현역선수 | 은퇴선수 | 여성선수 |
| -------- | -------- | -------- | -------- |
| KT       | 조성민   | 김희선   | 김보현   |
| SK       | 이민재   | 문경은   | 김진아   |
| 모비스   | 박종천   | 우지원   | 김수희   |
| 전자랜드 | 임창한   | 최명도   | 김민지   |
| 인삼공사 | 이정현   | 최은동   | 김은영   |
| 삼성     | 박대남   | 박성훈   | 정은순   |
| 동부     | 진경석   | 변청운   | 민주희   |
| KCC      | 전태풍   | 신동한   | 정미선   |
| 오리온스 | 박재현   | 박준용   | 이선연   |
| LG       | 김동욱   | 박도경   | 유영주   |

| 팀   | 전자랜드 | SK   | 오리온스 | KT       | 동부     |
| ---- | -------- | ---- | -------- | -------- | -------- |
| 시간 | 33초     | 36초 | 37초     | 42초     | 51초     |
| 팀   | 모비스   | LG   | KCC      | 삼성     | 인삼공사 |
| 시간 | 52초     | 52초 | 1분 13초 | 1분 34초 | 1분 40초 |

|  | 결승전 |          |          |
|  |        |          |          |
|  | 1      | 전자랜드 | 1분 56초 |
|  | 2      | SK       | 44초     |

### 덩크슛 콘테스트
| KBL 올스타전                                | KBL 올스타전                                                    | KBL 올스타전                                        |
| ------------------------------------------- | --------------------------------------------------------------- | --------------------------------------------------- |
| 이전 대회                                   | 2010-2011 현대모비스 프로 농구 올스타전 (2011.1.29 ~ 2011.1.30) | 다음 대회                                           |
| 2009-2010 KCC 프로 농구 올스타전 (2009.2.1) | 2010-2011 현대모비스 프로 농구 올스타전 (2011.1.29 ~ 2011.1.30) | 2011-2012 KB국민카드 프로 농구 올스타전 (2012.1.29) |